# Мурзина, Александра Петровна
Александра Петровна Мурзина — русская поэтесса.

## Биография
Александра Петровна Мурзина, скорее всего, была дочерью П. П. Мурзина, который в 1798 году просил позаботиться о судьбе его двух дочерей императора Павла I. В то же самое время Мурзина преподносила оды Павлу I и его супруге императрице Марии Федоровне, за которые получала вознаграждение. Затем писала оды на восшествие на престол Александра I и его супруги Елизаветы Алексеевны (сохранились в рукописях). В 1803 и 1807 годах подносила стихи графу Н. П. Шереметеву и, вероятно, пользовалась его покровительством. Написала стихи на смерть его супруги П. И. Шереметевой (Ковалевой-Жемчуговой).
Александра Петровна Мурзина одной из первых русских женщин издала сборник стихотворений под своим именем — «Распускающаяся роза» (1799). Она страстно защищала право женщин заниматься литературным творчеством и приводила в пример императрицу Екатерину II — «Росскую Палладу». Стихотворения и прозаические отрывки, включенные в сборник, отмечены влиянием сентиментализма. Многие стихотворения имеют жанровое обозначение «песнь».
Сборник «Мои упражнения во время досугов» остался в рукописи.
Все свои сочинения Мурзина подписывала «девица Александра Мурзина».

## Издания
«Распускающаяся роза, или Разныя сочинения в прозе и стихах Александры Мурзиной». — Москва: в губернской типографии у А. Решетникова, 1799.